# Bowes Park
Bowes Park è un quartiere situato nell'area di North London, nel borgo londinese di Haringey, circa 10 chilometri a nord-est di Charing Cross. Il quartiere confina col territorio del borgo di Enfield, tanto che anche zone di quest'ultimo sono note con lo stesso toponimo.
Il quartiere prende il nome dalla famiglia Bowes, anticamente padrona di un maniero in questa zona.